# Henri Barbusse

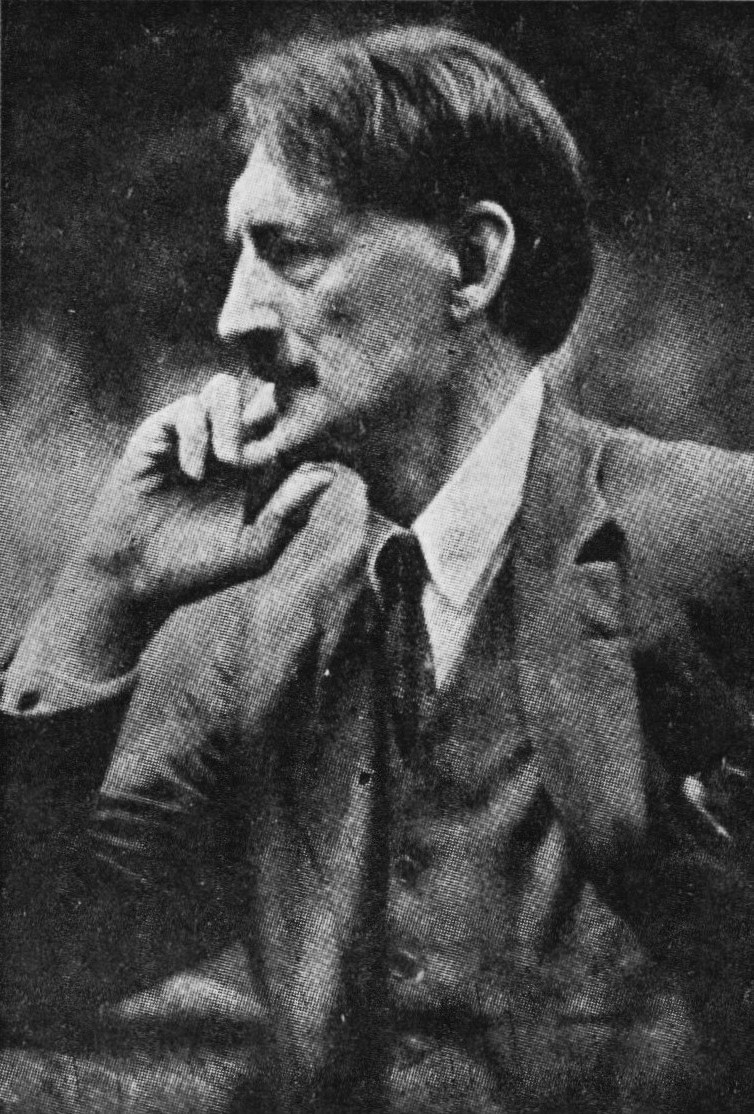

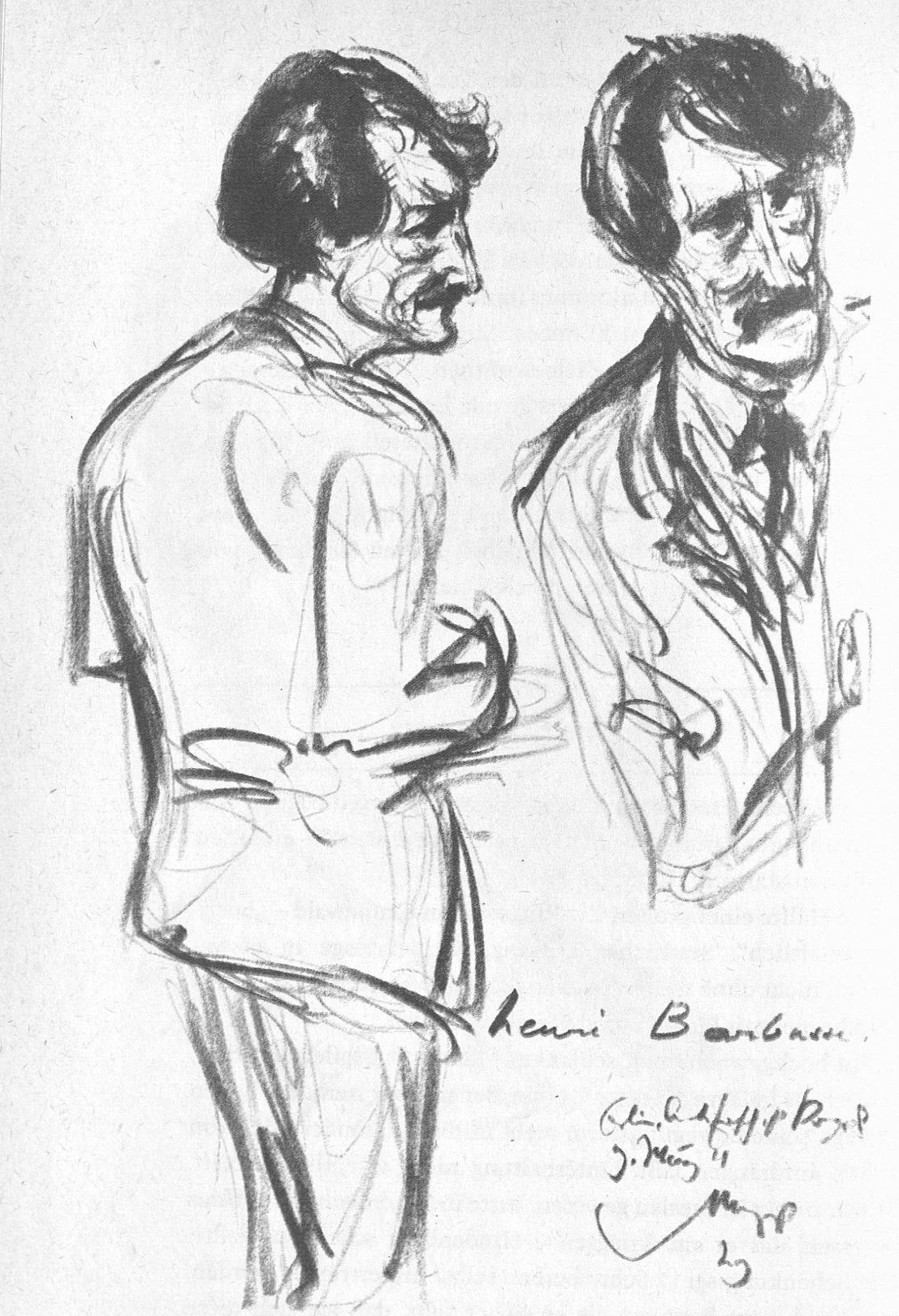
Emil Stumpp: Henri Barbusse (1929)

Henri Barbusse (* 17. Mai 1873 in Asnières-sur-Seine bei Paris; † 30. August 1935 in Moskau) war ein französischer Politiker und Schriftsteller.

## Leben und Werk

### Herkunft und Ausbildung
Barbusse stammte aus einer in den Cevennen ansässigen protestantischen Familie aus dem Raum Alès. Schon früh zeigte sich sein schriftstellerisches Talent. Sein erstes Werk, die Gedichtsammlung Pleureuses, erschien 1895. Er studierte französische Literatur und bekam nach dem Studium eine Anstellung als Pressereferent im französischen Innenministerium. Kurze Zeit später heiratete er und wurde der Schwiegersohn von Catulle Mendès. 1902 kündigte Barbusse seinen sicheren Posten und arbeitete bis 1904 als Angestellter in einem Verlag und als Journalist, unter anderem für die Zeitungen Le Banquet und Petit Parisien. Dabei machte er sich einen Namen als Pazifist. 1908 erschien sein erster, erotisch angehauchter Roman L’Enfer (Die Hölle).
Barbusse, der von sich selbst behauptete, ihn habe der Krieg erzogen (Zitat: „nicht nur seine Furchtbarkeit, sondern auch seine Bedeutung als imperialistischer Krieg“), war selbst von Beginn des Ersten Weltkrieges bis August 1916 Soldat, davon elf Monate an der Front. Obwohl er sich zunächst freiwillig zum Kriegsdienst gemeldet hatte, nahm er später eine kriegskritische Haltung ein und engagierte sich pazifistisch. 1917 gründete er mit Paul Vaillant-Courier und anderen den sozialistischen Kriegsveteranenbund ARAC (Association Républicaine des Anciens Combattants) und gab die sozialistische Zeitschrift Le monde heraus, um den Krieg und seine Ursachen zu bekämpfen. Weiterhin gründete er 1919 mit Romain Rolland die Clarté-Bewegung, eine Friedensbewegung demokratischer Intellektueller; ihr schlossen sich Georges Duhamel, Anatole France, Jules Romains und Heinrich Mann an.

### Erfolg als Schriftsteller
Durch sein 1916 erschienenes Kriegstagebuch Das Feuer, das 1916 den Prix Goncourt, den angesehensten französischen Literaturpreis, erhielt und im Laufe der Zeit in mehr als 60 Sprachen übersetzt wurde, wurde er weltberühmt. Das Feuer, Tagebuch einer Korporalschaft, ist der bedeutendste Vorläufer von Krieg von Ludwig Renn oder auch Im Westen nichts Neues von Erich Maria Remarque.

### Politischer Schriftsteller
Ab 1919 wurde Henri Barbusse fast vollständig isoliert, da Autoren wie André Gide ihn immer mehr ablehnten und die Action française ihn zu ihrem Gegner erkoren hatte. 1923 trat er in die Kommunistische Partei (Parti communiste français) ein. In seinem Gedicht Jésus (1927) erklärte er Jesus Christus zum Stifter des Kommunismus.
Das Ergebnis einer Balkanreise war der dokumentarische Bericht Les Bourreaux, in dem Barbusse den Terror auf dem Balkan anprangerte. Mit Connais-tu Thaelmann? (1934) setzte er sich vehement für Ernst Thälmann ein, der am 3. März 1933 von den Nationalsozialisten verhaftet worden war.
1935 erschien unter dem Namen von Barbusse eine Biografie von Stalin, geschrieben hatte sie allerdings der deutsche Kommunist Alfred Kurella. Kurella war von 1932 bis 1933 Chefredakteur der von Barbusse gegründeten Zeitung Monde. Die Biografie war laut Gerd Koenen eine „märchenhafte“ Darstellung und lobte Stalin in übertriebener Weise. Koenen bewertet sie als einen der unglaublichsten panegyrischen Texte überhaupt. Trotzdem kam Barbusses/Kurellas Biografie 1937 in der Sowjetunion auf den Index und wurde eingestampft, weil sie „Zitate staatsfeindlicher Personen“ enthielt. Das waren Personen, die größtenteils im Zuge der Moskauer Prozesse wegen angeblicher terroristischer oder staatsfeindlicher Aktivitäten umgebracht worden waren.
Noch 1949 stand der Name Barbusse in der Sowjetunion auf dem Index. Sein Name durfte nicht mehr erwähnt werden, die Übersetzungen seiner Werke wurden verboten. „Monde“, die Zeitung Barbusses, wurde von der Kommunistischen Partei Frankreichs dann auch konterrevolutionärer Tendenzen verdächtigt.

### Tod
Barbusse war, obwohl schon sichtlich erkrankt, neben Jan Petersen der Hauptredner auf dem Internationalen Schriftstellerkongress im Juni 1935 in Paris unter dem Motto „Zur Verteidigung der Kultur“. Er verstarb im Alter von 62 Jahren am 30. August 1935 in Moskau während einer Reise durch die Sowjetunion.
Am 1. Februar 1933 wurde er von der Akademie der Wissenschaften der UdSSR zum Ehrenmitglied gewählt.

## Werke (Auswahl)
- L’enfer (Bibliothèque Albin Michel; 52). Michel, Paris 1991, ISBN 2-226-05617-3 (Erstausgabe: Paris 1908).
  - deutsch: Die Hölle. Roman, übersetzt von Max Hochdorf. Rascher, Zürich 1931 (Erstausgabe: Zürich 1919).
- Le feu. Journal d’une escouade, roman. Flammarion, Paris 1988, ISBN 2-253-04741-4 (Erstausgabe: Paris 1916).
  - deutsch: Das Feuer. Tagebuch einer Korporalschaft, übersetzt von Leo von Meyenburg. Schwartzkopff, Berlin 2004, ISBN 3-937738-08-8 (Erstausgabe: Das Feuer, Zürich 1918).
- Les enchaînements. Flammarion, Paris 1925 (2 Bände).
  - deutsch: Die Kette. Visionärer Roman. Neuer Deutscher Verlag, Berlin 1926 (2 Teile in 1 Band).
- Connais-tu Thaelmann? Comité pour la libération de Thaelmann et des antifascists allemands emprisonnés, Paris 1934.
- Staline. Une monde nouveau vu à travers un homme. L’Harmattan, Paris 2006, ISBN 2-296-01259-0 (Erstausgabe: Flammarion Paris 1935). Geschrieben von Alfred Kurella.
  - deutsch: Stalin. Eine neue Welt. Éditions du Carrefour, Paris 1935.
- Les suppliants. Bibliothèque-Charpentier, Paris 1903.
  - deutsch: Die Schutzflehenden. Der Roman einer Vorkriegsjugend, übersetzt von Stefan Zweig. Schwartzkopff, Berlin 2006, ISBN 3-937738-38-X (Erstausgabe: Zürich 1932).
- Lettres à sa femme. 1914–1917. Buchet-Chastel, Paris 2006, ISBN 2-283-02238-X (Erstausgabe: Paris 1936).
  - deutsch: Briefe von der Front an seine Frau 1914–1917. 2., erweiterte Aufl. Reclam, Leipzig 1987, ISBN 3-379-00063-9 (übersetzt von Eduard Zak).
- Faits divers. Flammarion, Paris 1928.
  - deutsch: Tatsachen, übersetzt von Otto Flechsig. Verlag des Ministeriums für Nationale Verteidigung (DDR), Berlin 1957 (Erstausgabe: Berlin 1928).